# Скибівщина (Срібнянський район)
50°38′26″ пн. ш. 33°5′44″ сх. д. / 50.64056° пн. ш. 33.09556° сх. д.
Скибі́вщина — колишнє село в Україні, підпорядковувалося Харитонівській сільській раді Срібнянського району Чернігівської області. Розташовувалося за 13 км від райцентру.
Вперше згадується 1900 року. Входило до Березівської волості Прилуцького повіту. У 1910 році налічувалося 5 господарств козаків, 40 мешканців, у тому числі 1 тесляр і 1 коваль, все інше доросле населення займалося землеробством. 91 десятина придатної землі. 1923 року Скибівщина відійшла до Роменської округи.
Виключене з облікових даних рішенням Чернігівської обласної ради від 29 березня 2013 року, як таке, де ніхто не проживає.